# Colonia Abelardo L. Rodríguez
Colonia Abelardo L. Rodríguez är en ort i Mexiko.   Den ligger i kommunen Ensenada och delstaten Baja California, i den nordvästra delen av landet, 2 100 km nordväst om huvudstaden Mexico City. Colonia Abelardo L. Rodríguez ligger 55 meter över havet och antalet invånare är 117.
Terrängen runt Colonia Abelardo L. Rodríguez är platt åt sydväst, men åt nordost är den kuperad. Runt Colonia Abelardo L. Rodríguez är det glesbefolkat, med 8 invånare per kvadratkilometer. Närmaste större samhälle är Punta Colonet, 1,5 km söder om Colonia Abelardo L. Rodríguez. Omgivningarna runt Colonia Abelardo L. Rodríguez är i huvudsak ett öppet busklandskap.